# Vallecalle
Vallecalle är en kommun i departementet Haute-Corse på ön Korsika i Frankrike. Kommunen ligger i kantonen La Conca-d'Oro som tillhör arrondissementet Bastia. År 2022 hade Vallecalle 163 invånare.

## Befolkningsutveckling
Antalet invånare i kommunen Vallecalle
Referens:INSEE